# NGC 7123
NGC 7123 је спирална галаксија у сазвежђу Индијанац која се налази на NGC листи објеката дубоког неба.
Деклинација објекта је - 70° 20' 2" а ректасцензија 21h 50m 46,4s. Привидна величина (магнитуда) објекта NGC 7123 износи 11,7 а фотографска магнитуда 12,6. NGC 7123 је још познат и под ознакама ESO 75-27, PGC 67466.